# Володимирівка (Ємільчинська селищна громада)
Володи́мирівка — село в Україні, в Ємільчинській селищній територіальній громаді Звягельського району Житомирської області. Кількість населення становить 18 осіб (2001).

## Населення
У 1906 році в поселенні проживало 149 мешканців, дворів — 25, у 1923 році — 216 жителів, дворів — 38.
Відповідно до результатів перепису населення СРСР, кількість населення станом на 12 січня 1989 року становила 44 особи. Станом на 5 грудня 2001 року, відповідно до перепису населення України, кількість мешканців села становила 18 осіб.
У 2016 році у селі не проживало жодного мешканця.

## Історія
Наприкінці 19 століття — ферма у Емільчинській волості Новоград-Волинського повіту, за 60 верст від повітового міста.
У 1906 році — слобода Емільчинської волості (2-го стану) Новоград-Волинського повіту Волинської губернії. Відстань до повітового центру, м. Новоград-Волинський, становила 65 верст, від волосного центру, містечка Емільчин — 25 верст. Найближче поштово-телеграфне відділення розміщувалося в Емільчині.
У 1923 році — сільце, включене до складу новоствореної Малоглумчанської сільської ради, яка, 7 березня 1923 року, увійшла до складу новоутвореного Емільчинського району Коростенської округи. Розміщувалася за 24 версти від районного центру міст. Емільчин та за 4 версти — від центру сільської ради, с. Мала Глумча. 23 лютого 1924 року підпорядковане новоутвореній Великоглумчанської сільської ради Емільчинського району, 20 березня 1926 року передане до складу Забаро-Давидівської сільської ради Емільчинського району, 13 липня 1927 року повернуте до складу Великоглумчанської сільської ради Емільчинського (згодом — Ємільчинський) району. 22 лютого 1928 року, в складі сільської ради, передане до Городницького району Коростенської округи, 28 листопада 1957 року — до складу Ємільчинського району Житомирської області. 5 березня 1959 року, відповідно до рішення Житомирського облвиконкому № 151 «Про ліквідацію та зміну адміністративно-територіального поділу окремих сільських рад області», село передане до складу Кочичинської сільської ради Ємільчинського району Житомирської області.
29 березня 2017 року село увійшло до складу новоутвореної Ємільчинської селищної територіальної громади Ємільчинського району Житомирської області. Від 19 липня 2020 року, разом з громадою, у складі новоствореного Новоград-Волинського (згодом — Звягельський) району Житомирської області.